# لاووازیه ۶۸۲۶
سیارک ۶۸۲۶ (به انگلیسی: 6826 Lavoisier، نامگذاری:1989SD1) شش هزار و هشتصد و بیست و ششمین سیارک کشف شده‌است که در ۲۶ سپتامبر ۱۹۸۹ کشف شد.
قدر مطلق سیارک برابر ۱۲٫۹۰ است.